# Notiphila annulata
Notiphila annulata är en tvåvingeart som beskrevs av Fallen 1813. Notiphila annulata ingår i släktet Notiphila och familjen vattenflugor. Inga underarter finns listade i Catalogue of Life.